# Walwari
Walwari es un partido político del departamento de ultramar francés de Guayana Francesa. Fue fundado en 1993 por Christiane Taubira y Roland Delannon.
El partido tiene un escaño en la Asamblea Nacional de Francia en el grupo del Partido Socialista (Francia) y está alineado con el Partido Radical de Izquierda.
Obtuvo un 17% de los votos en las elecciones regionales de 2004, obteniendo 7 escaños.